# Sântimbru-Băi, Harghita
Sântimbru-Băi (maghiară Csíkszentimrei Büdösfürdő) este un sat în comuna Sântimbru din județul Harghita, Transilvania, România.
Mândrimea comunei Sântimbru-Ciuc, Băile Pucioasa, stațiune balneologică și climaterică locală, se găsește în raza comunei Sâncrăieni , pe coama munților Harghitei. La Băile Pucioasa se poate ajunge pe drumul comunal 54 (macadam, 14 km) din Sâncrăieni. Aflat la o altitudine de 1100-1250 m, în apropierea comunei Sântimbru, este renumită mai ales pentru emanațiile gazoase (cele mai puternice din șirul muntos Harghita ), folosite pentru tratarea simptomelor reumatice. Apa izvoarelor minerale este folosită în cea mai mare parte de către băile calde. În ultimele zece ani, la Băile Sântimbru-Ciuc, au fost construite aproape 750 de vile, care oferă cazare din primăvară și până-n toamnă pentru turiști. La o asemenea altitudine, sunt rare atâtea izvoare de ape carbogazoase și mofete. Mofeta folosită de acum, a fost săpată de ciobani, pentru uz propriu. Din cauza vâjâitului scos de mofetă, a fost denumit „Vâjâitorul”.

Datorită efectelor pozitive asupra sănătății, degajările de gaze cu un conținut ridicat de dioxid de carbon și sulfuri, sunt cele mai bune în țară. (În Ardeal, numai peștera de sulf Turia se poate considera mai bun) Aici se găsesc cele mai tari mofete din munții Harghitei: 99% dioxid de carbon (CO2) și 1% hidrogen sulfuric (H2S) cu un miros asemănător ouălor stricate. Apa, în primul rând, este indicat pentru tratarea problemelor reumatice și locomotorii. Folosirea gropilor cu gaze pucioase (cu un conținut de radon) revigorează metabolismul organismului, reglează funcțiile sistemului nervos central. Efectele terapeutice sunt folosite în mod organizat, încă din anul 1920. Mofetele au fost construite la începutul anilor 1960, iar saunele cinci ani mai târziu în 1965.
În ciuda tuturor efectelor terapeutice din această zonă, în Băile Pucioasa nu s-a efectuat nici o dezvoltare în ultimele 12 ani. Chiar mai mult, situația s-a înrăutățit. În momentul de față, 2 mofete și izvoare de apă minerală încă mai sunt folosibile.
Câteodată băile calde sunt inaccesibile din cauza lacului acumulat din împrejur. În ultimele 230 de ani mii de handicapați, bolnavi cu probleme reumatice, artritice și cu dureri artritice și-au îmbunătățit sănătatea.
Baza de tratament ajuns în agonie, este lipsit de o infrastructură viabilă. Cazarea se poate face numai în vile și pensii private, vara numai ABC-urile și berăriile sunt deschise. Pucioasa este legat de Jigodin-Băi prin cărarea turistica - crucea albastră, dar este străbătut și de cărarea de coamă a Harghitei.
A adus daune aspectului sălbatic, dar și pitoresc exploatarea zăcământului de mercur din anii 1970-80. La Băile Pucioasa există și o mină de cinabru părăsită, otrăvind nu numai solul, dar și apele, aceasta constituind exemplul grăitor a industrializării nechibzuite, lăsând ca moștenire ținutul “îmbolnăvit” generațiilor de astăzi. Nici în ultimii 15 ani, natura nu a reușit să se vindece de rănile provocate de om. Nu departe de Pucioasa, la circa o jumătate de oră de mers spre sud, se află izvorul pârâului Bánya, unde, încă din anii 1770 a existat o stațiune balneară. Acest ținut astăzi este aproape inaccesibil, nu găsim nici urma coloniei de odinioară. De-a lungul văii, apa minerală este ca la ea acasă, iar ici-colo putem observa câteva mine abandonate, dar cu particule de pirite încă strălucitoare, promițând o adevărată aventură turistului în căutare de aur. Însă nici terenul surpat, nici aerul câteodată ucigător din cauza sulfului nu favorizează mineritul. Dar cum tot răul spre bine, apa din mină, este potabilă, având un gust plăcut. Înaintând pe creasta muntelui, la pârâul Vermed găsim un masiv asemănător. Atât pârâul Vermed cât și pârâul Bánya aparțin de Sântimbru.
Documente vechi printre care, Domus Historia a parohiei romano-catolice atestă că în 1869 apa minerală a fost folosită pentru tulburări ale aparatului urinar, boli cardiovasculare. Pe harta militară figurează Sântimbru-Băi, în anul 1770, cu numele Mineralbad. Apa minerală carbogazoasă, acidă, feruginoasă, sulfuroasă a izvorului din stațiunea Sântimbru-Băi este un factor terapeutic demn de remarcat.
La sursa pârâurilor există mofete, astăzi zona fiind rezervație botanică și geologică. Flora este asemănătoare cu vegetația de la Tinovul Lucs. După cum reiese și din legende,  mofetele de pe malurile pârâului Bánya erau folosite ca niște “băi de sulf aburinde”. De aici colonia în jurul anilor 1770 s-a mutat la Băile Pucioasa, loc unde o găsim și astăzi. Capela construită aici s-a renovat în 1991, și a fost închinată fecioarei Maria.

## Informații suplimentare
- Website

 Acest articol despre o localitate din județul Harghita este deocamdată un ciot. Puteți ajuta Wikipedia prin completarea lui.